# Langstrasse

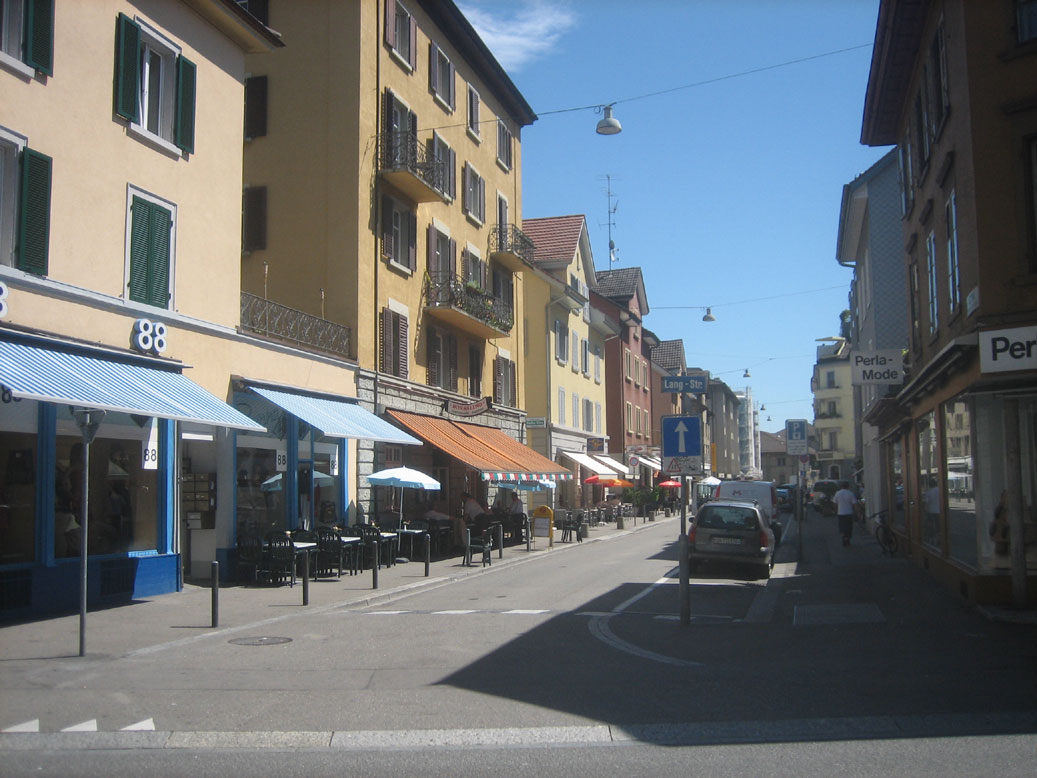
Langstrasse Ecke Brauerstrasse

Die Langstrasse ist eine Strasse, die den Zürcher Kreis 4 mit dem Kreis 5 verbindet. Sie beginnt in der Nähe des Bezirksgerichts und führt Richtung Nordnordost. Nach der Unterführung unter dem Bahntrassee des Zürcher Hauptbahnhofs folgt ein kürzeres Stück der Langstrasse im Kreis 5 (Quartier Gewerbeschule) und endet am Limmatplatz.

## Plätze
Der Helvetiaplatz, der an die Langstrasse angrenzt, ist vor allem durch Demonstrationen am 1. Mai bekannt, wird aber auch für Feste und Märkte genutzt. Gleich daneben befindet sich das Areal mit dem Schulhaus «Kanzlei». Teile des Areals werden heute für kulturelle Anlässe benutzt und vom Kino Xenix verwendet.
An der Langstrasse im Kreis 4 gibt es seit 2009 eine «Piazza Cella», benannt nach Erminia Cella, die von 1935 bis 1952 mit ihrem Mann Enrico Dezza das Restaurant Cooperativo an der Militärstrasse 36 führte.
2020 erhielt der bis anhin namenlose Platz an der Langstrasse zwischen Josefstrasse und Johannesgasse den Namen «Emilie-Lieberherr-Platz», benannt nach der Frauenrechtlerin und ersten Frau im Stadtrat Emilie Lieberherr.
Den nördlichen Abschluss der Langstrasse bildet der Limmatplatz, ein wichtiger Verkehrsknotenpunkt im Kreis 5. Dominierendes Gebäude am Limmatplatz ist das Migros-Hochhaus; in Richtung Hauptbahnhof steht das denkmalgeschützte Limmathaus.

## Festivals

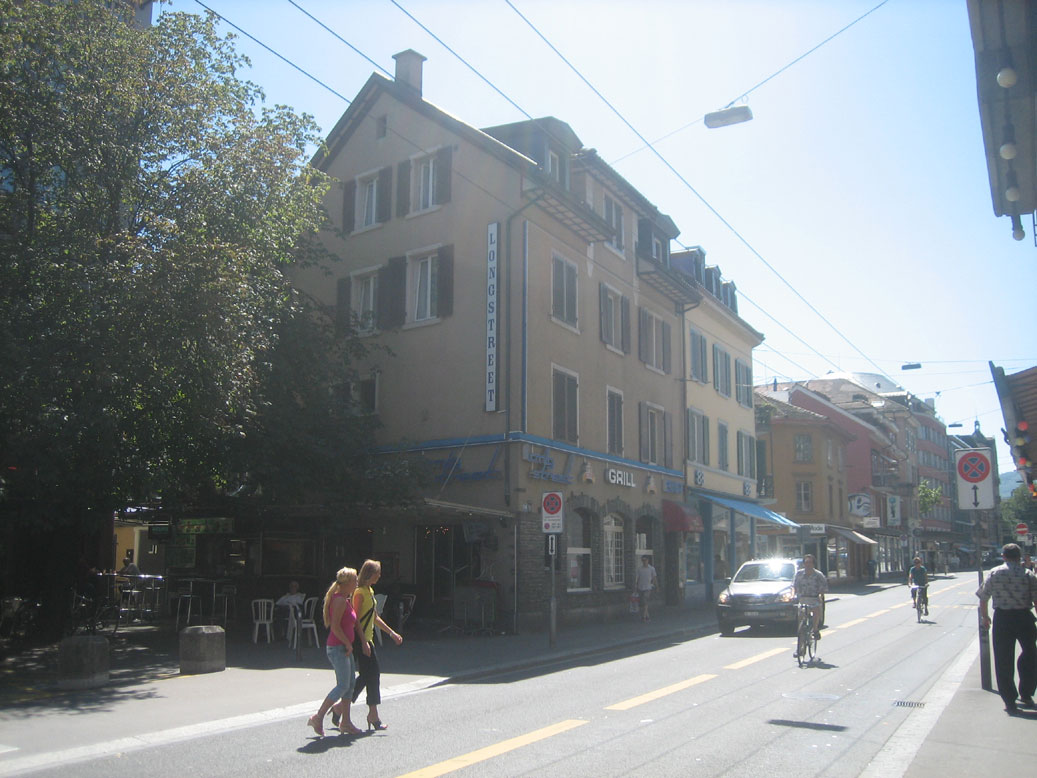
Langstrasse auf der Höhe der Longstreet-Bar

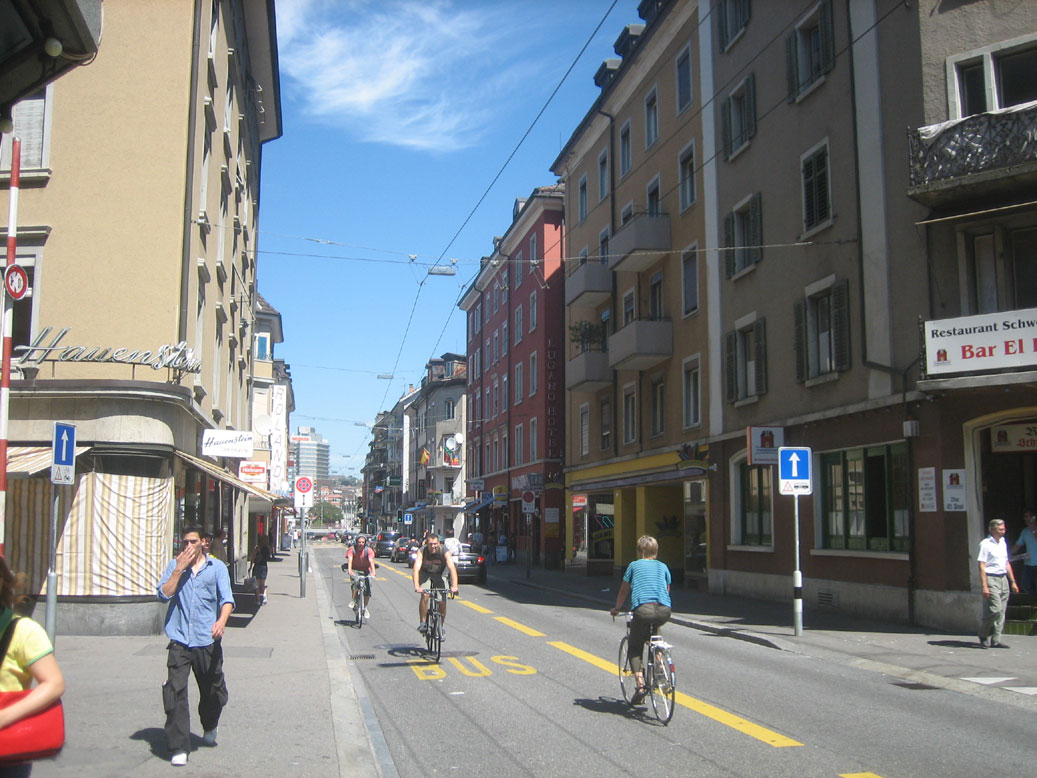
Langstrasse, Blick Richtung Limmatplatz

Langstrassenfest und Longstreet Carneval

Das Langstrassenfest wurde als wichtiger Teil der Image- und Aufwertungskampagne der Langstrasse von 1996 bis 2010 alle zwei Jahre durchgeführt. Im Jahr 2004 zog es 270'000 Besucher an. In den Jahren, in denen kein Langstrassenfest stattfand, wurde der Longstreet Carnival abgehalten.
Caliente
Das Calientefestival ist das grösste Latinfestival in Europa und zog im Jahr 2006 über 130'000 Besucher an.
Open-Air-Kino
Jeweils in den Sommermonaten Juli/August findet im Kino Xenix im Kanzleiareal ein Open Air statt.

## Rotlichtmilieu
Die Langstrasse ist bekannt für ihren Strassenstrich.

## Verkehrslärm
Um die Anwohner vom Strassenlärm zu schützen, ist geplant, die Langstrasse von der Hohlstrasse bis zur Militärstrasse ab Mitte 2023 tagsüber autofrei zu halten. Als eine der einsprechenden Parteien fordert der Verkehrs-Club der Schweiz wegen der damit verbundenen Verkehrsverlagerung auf die umliegenden Strassen dort Tempo-30-Zonen einzuführen.

## Dokumentationen
- Zürich Langstrasse. in: DOK, 2011